# 仲間将太
仲間 将太（なかま しょうた、1982年1月15日 - ）は、沖縄県那覇市出身の音楽プロデューサー、作曲家、編曲家、ギタリスト。米国マサチューセッツ州ボストン在住。音楽制作・コンサートプロダクションsoundtrec（サウンドトレック）代表。Video Game Orchestraの総合プロデューサー。
沖縄では中学校時代から不登校になり、高校へは進学せず16歳で大検を取得。18歳で渡米。
米国ワシントン州レイクウッド市のピアス短期大学を卒業後、マサチューセッツ州ボストンへ引っ越し、2008年にバークリー音楽大学映画音楽作曲科を卒業。2011年にボストン音楽院大学院のクラシックギター演奏科を卒業している。
ビデオゲーム、アニメ、映画、アーティストのアルバムなど、特定のジャンルに限らず様々な作品の音楽制作を手掛ける。2018年12月にリリースされたジェイソン・ベッカーのアルバム「Triumphant Heart」のオーケストラ録音ディレクターとオーケストレーションを担当。同作品にはスティーヴ・ヴァイ、マーティ・フリードマンやリッチー・コッツェンなども参加している。